# Stormy Daniels
Stephanie A. Gregory Clifford (født Stephanie A. Gregory; 17. marts 1979), kendt professionelt som Stormy Daniels er en amerikansk pornoskuespiller, filminstruktør og tidligere stripper. Hun har vundet mange priser og er medlem af NightMoves Hall of Fame, AVN Hall of Fame og XRCO Hall of Fame. I 2009 forsøgte hun, uden held, at stille op som republikansk modkandidat til den skandaleramte senator, David Vitter, fra Daniels' hjemstat, Louisiana.
Hun blev involveret i en juridisk tvist med den amerikanske præsident Donald Trump i 2018. Trumps advokat Michael Cohen betalte hende 130.000 dollars for at få hende til at tie om en affære, hun siger, hun havde med Trump i 2006. Trump har benægtet affæren og anklaget hende for at lyve.